# Avi Wigderson
Avi Wigderson (n. 9 septembrie 1956, Israel) este un matematician câștigător al Premiului Abel în 2021.